# 梅谷馨
梅谷 馨（うめたに かおる、1932年（昭和7年）1月3日 - ）は、日本の政治家。元兵庫県養父市長（1期）。

## 来歴
兵庫県立豊岡高等学校卒。1991年から兵庫県養父町長を4期務め、2004年合併により、養父市が誕生、市長職務執行者となった。2005年養父市長佐々木憲二の死去による市長選挙に立候補し当選。市長は1期務め、2008年に引退した。